# Adebayo Faleti
Adebayo Faleti (26 de diciembre de 1921 - 23 de julio de 2017) fue el primer presentador de noticias, director de teatro, editor de cine y bibliotecario africano con la primera estación de televisiva en África, Televisión de Nigeria Occidental. Fue el primer presentador yoruba en Nigeria tanto en televisión como en radio, poeta, periodista, escritor, director de películas de Nollywood y actor nigeriano. Fue igualmente conocido como traductor yoruba, locutor, exponente de televisión y pionero de la primera estación de televisión en África, ahora conocida como la Autoridad de Televisión de Nigeria (NTA).

## Biografía
Faleti nació en Agbo-Oye, Estado Oyo, aunque vivió en Obananko, Kuranga, cerca del estado de Oyo. Fue el primer hijo de su padre, Joseph Akanbi Faleti y el único hijo de su madre, Durowade Ayinke Faleti. Desde temprana edad, sintió pasión por el teatro. Desafortunadamente, sus padres no pudieron financiar su educación para perseguir sus sueños debido a la falta de ingresos, por lo que decidió suspender su educación primaria. Luego reunió a un par de colegas interesados y comenzó su propio grupo de teatro exitoso, llamado Oyo Youth Operatic Society, fundado en 1949. Posteriormente encontró el camino de regreso a la escuela consiguiendo un trabajo en una escuela primaria, en la que laboró durante seis años para recaudar fondos suficientes para su educación secundaria con el apoyo financiero de su padre. En 1966, asistió a la Universidad de Dakar en Senegal y obtuvo un Certificado de competencia en lengua y civilización francesas. Dos años más tarde, se graduó de la Universidad de Ibadán en Nigeria, con una licenciatura en literatura en inglés. En 1971, asistió al Centro de Capacitación de Radio Netherlands en Hilversum, Países Bajos, y recibió un certificado en Producción de Televisión.

## Carrera
Faleti ha escrito, producido y actuado en varias obras populares yoruba. También es conocido por sus poemas. Fue el primer maestro de escuela en Ife Odan, ubicada cerca de la ciudad de Ejigbo en el  estado de Osun. También fue Gerente General de Broadcasting Corporation of Oyo State (BCOS), también conocida como Radio OYO, Ibadán. En 1959, trabajó en Western Nigerian Television (WNTV), ahora conocida como NTA Ibadán, como editor de películas y bibliotecario.
Ha actuado, escrito y producido una serie de películas, que incluyen: Thunderbolt: Magun (2001), Afonja (1 & 2) (2002), Basorun Gaa (2004) y Sawo-Sogberi (2005).

## Premios
Ha recibido diversos premios, tanto a nivel local como internacional, incluido el Honor Nacional de Oficial de la Orden del Níger (OON), Doctor en Letras (D.Litt.), Juez de paz y Peregrino de Jerusalén. Recibió el premio Festival of Arts con "Eda Ko L'aropin" en 1995 y el Premio Afro-Hollywood por Actuación Destacada en Artes en los Estados Unidos (en 2002). Su película, "Basorun Gaa", también recibió elogios en los Breeze Awards de Londres como la mejor película épica del año en 2004. La primera revista para la que escribió se llamó Triumph cuando estaba en la Universidad de Ibadán como estudiante. También fue columnista del Nigerian Tribune.